# جیمز اسکالی
جیمز اسکالی (انگلیسی: James Scully؛ زادهٔ ۱۹ آوریل ۱۹۹۲) بازیگر اهل ایالات متحده آمریکا است. او به خاطر بازی در نقش جی‌دی در سریال هدرز و نقش فرتی کوینز در تو ساختهٔ نتفلیکس شناخته شده‌است.

## زندگی شخصی
اسکالی در سن آنتونیو، تگزاس به دنیا آمد و بزرگ شد. او از دانشگاه آترباین، مدرک کارشناسی در رشتهٔ نمایش موزیکال دریافت کرد. او در دوره‌ای مربی دوچرخه‌سواری بود. اسکالی همجنسگرا است.

## فیلم‌شناسی
| سال  | عنوان       | نقش   | توضیحات |
| ---- | ----------- | ----- | ------- |
| ۲۰۱۹ | Straight Up | رایدر |         |

| سال  | عنوان    | نقش             | توضیحان               |
| ---- | -------- | --------------- | --------------------- |
| ۲۰۱۶ | سابلتز   | مهمان           | قسمت: «دوست‌دختر بتمن» |
| ۲۰۱۷ | کوانتیکو | تیت             | قسمت: «مرغ مگس‌خوار»   |
| ۲۰۱۸ | هدرز     | جیسن «جی‌دی» دین | نقش اصلی؛ ۱۰ قسمت     |
| ۲۰۱۸ | ۱-۱-۹    | تراویس          | قسمت: «اکس‌مس مبارک»   |
| ۲۰۱۹ | تو       | فرتی کویین      | نقش اصلی (فصل ۲)      |

| سال  | عنوان        | نقش  | توضیحات |
| ---- | ------------ | ---- | ------- |
| ۲۰۱۹ | Telling Lies | اریک |         |